# Danh sách quân chủ nhà Triều Tiên
Nhà Triều Tiên đã cai trị bán đảo Triều Tiên, từ lúc triều đại Cao Ly sụp đổ năm 1392 cho đến khi Triều Tiên bị sáp nhập vào Nhật Bản năm 1910. Tổng cộng 27 đời vua đã cai trị một Triều Tiên thống nhất được hơn 500 năm.

## Các vị vua của Triều đại Joseon
| Miếu hiệu                     | Chân dung | Tại vị                | Tên riêng                                            | Niên hiệu                                            | Thụy hiệu |  |
| ----------------------------- | --------- | --------------------- | ---------------------------------------------------- | ---------------------------------------------------- | --- |  |
| Thái Tổ (태조)                |           | 1392–1398             | Lý Thành Quế (이성계), Sau đổi thành Lý Đán (이단)   | Hồng Vũ                                              | Thái Tổ Khang Hiến Chí Nhân Khởi Vận Ứng Thiên Triệu Thông Quang Huân Vĩnh Mệnh Thánh Văn Thần Vũ Đại vương (강헌지인계운성문신무대왕) |  |
| Định Tông (정종)              |           | 1398–1400             | Lý Phương Quả (이방과), sau đổi thành Lý Kính (이경) |                                                      | Cung Tĩnh Ý Văn Trang Vũ Ôn Nhân Thuận Hiếu Đại vương (공정의문장무온인순효대왕) |  |
| Thái Tông (태종)              |           | 1400–1418             | Lý Phương Viễn (이방원)                              | Kiến Văn, Vĩnh Lạc                                   | Cung Định Thánh Đức Thần Công Kiến Thiên Thể Cực Đại Chính Khải Hữu Văn Vũ Duệ Triết Thành Liệt Quang Hiếu Đại vương (공정성덕신공건천체극대정계우문무예철성렬광효대왕) |  |
| Thế Tông Đài Vương (세종대왕) |           | 1418–1450             | Lý Tạo (이도)                                        | Vĩnh Lạc, Hồng Hi, Tuyên Đức, Chính Thống, Cảnh Thái | Thế Tông Trang Hiến Anh Văn Duệ Vũ Nhân Thánh Minh Hiếu Đại Vương (장헌영문예무인성명효대왕) |  |
| Văn Tông (문종)               |           | 1450–1452             | Lý Hướng (이향)                                      |                                                      | Văn Tông Cung Thuận Khâm Minh Nhân Túc Quang Văn Thánh Hiếu Đại vương (공순흠명인숙광문성효대왕) |  |
| Đoan Tông (단종)              |           | 1452–1455             | Lý Hoằng Vĩ (이홍위)                                 |                                                      | Đoan Tông Cung Ý Ôn Văn Thuần Định An Trang Cảnh Thuận Quách Hiếu Đại vương (공의온문순정안장경순돈효대왕) |  |
| Thế Tổ (세조)                 |           | 1455–1468             | Lý Nhu (이유)                                        |                                                      | Huệ Trang Thừa Thiên Thể Đạo Liệt Văn Anh Võ Chí Đức Long Công Thánh Thần Minh Duệ Khâm Túc Nhân Hiếu Đại Vương (혜장승천체도열문영무지덕융공성신명예흠숙인효대왕) |  |
| Duệ Tông (예종)               |           | 1468–1469             | Lý Hoảng (이광)                                      |                                                      | Duệ Tông Tương Điệu Khâm Văn Thánh Vũ Ý Nhân Chiêu Hiếu Đại vương (양도흠문성무의인소효대왕) |  |
| Thành Tông (성종)             |           | 1469–1494             | Lý Huyện (이혈)                                      |                                                      | Khang Tĩnh Nhân văn Hiến Vũ Khâm Thánh Cung Hiếu Đại vương (강정인문헌무흠성공효대왕) |  |
| Yên Sơn Quân (연산군)         |           | 1494–1506             | Lý Long (이융)                                       |                                                      | Hiến Thiên Hoằng Đạo Kinh Văn Vĩ Võ Đại Vương (헌천홍도경문위무대왕) |  |
| Trung Tông (중종)             |           | 1506–1544             | Lý Dịch (이역)                                       |                                                      | Cung Hi Huy Văn Chiêu Vũ Khâm Nhân Thành Hiếu đại vương (공희휘문소무흠인성효대왕) |  |
| Nhân Tông (인종)              |           | 1544–1545             | Lý Hạo (이호)                                        |                                                      | Văn Tĩnh Hiến Văn Ý Vũ Chương Túc Khâm Hiếu Đại Vương (영정헌문의무장숙흠효대왕) |  |
| Minh Tông (명종)              |           | 1545–1567             | Lý Hoàn (이환)                                       |                                                      | Cung Hiến Hiến Nghị Chiêu Văn Quang Túc Kính Hiếu đại vương (공헌헌의소문광숙경효대왕) |  |
| Tuyên Tổ (선조)               |           | 1567–1608             | Lý Diên (이연)                                       |                                                      | Chiêu Kính Chính Luân Lập Cực Thịnh Đức Hồng Liệt Chí Thành Đại Nghĩa Cách Thiên Hy Vận Cảnh Mệnh Thần Lịch Hoằng Công Long Nghiệp Hiển Văn Nghị Vũ Thánh Duệ Đạt Hiếu Đại Vương (소경정륜립극성덕홍렬지성대의격천희운경명신력홍공융업현문의무성예달효대왕) |  |
| Quang Hải Quân (광해군)       |           | 1608–1623             | Lý Hồn (이혼)                                        |                                                      | Thể Thiên Hưng Vận Tuấn Đức Hoằng Công Thần Thánh Anh Túc Khâm Văn Nhân Vũ Tự Luân Lập Kỷ Minh Thành Quang Liệt Long Phụng Hiển Bảo Mậu Định Trọng Hy Duệ Triết Tráng Nghị Chương Hiến Thuận Tĩnh Kiến Nghĩa Thủ Chính Chương Đạo Sùng Nghiệp Đại Vương (체천흥운준덕홍공신성영숙흠문인무서륜입기명성광렬융봉현보무정중희예철장의장헌순정건의수정창도숭업대왕) |  |
| Nhân Tổ (인조)                |           | 1623–1649             | Lý Tông (이종)                                       |                                                      | Nhân Tổ Khai Thiên Triệu Vận Chính Kỷ Tuyên Đức Hiến Văn Liệt Vũ Minh Túc Thuần Hiếu Đại Vương (개천조운정기선덕헌문열무명숙순효대왕) |  |
| Hiếu Tông (효종)              |           | 1649–1659             | Lý Hạo (이호)                                        |                                                      | Tuyên Văn Chương Vũ Thần Thánh Hiển Nhân Minh Nghĩa Chính Đức đại vương (흠천달도광곡홍열선문장무신성현인명의정덕대왕) |  |
| Hiển Tông (현종)              |           | 1659–1674             | Lý Bôn (이연)                                        |                                                      | Chiêu Hữu Diễn Khánh Đôn Đức Tuy Thành Thuần Văn Túc Vũ Kính Nhân Chương Hiếu đại vương (소휴연경돈덕수성순문숙무경인창효대왕) |  |
| Túc Tông (숙종)               |           | 1674–1720             | Lý Đôn (이순)                                        |                                                      | 현의광윤예성영렬유모영운홍인준덕배천합도계휴독경정중협극신의대훈장문헌무경명원효대왕 |  |
| Cảnh Tông (경종)              |           | 1720–1724             | Lý Quân (이윤)                                       |                                                      | Cảnh Tông Đức Văn Dực Vũ Thuần Nhân Tuyên Hiếu Đại Vương (각공덕문익무순인선효대왕) |  |
| Anh Tổ (영조)                 |           | 1724–1776             | Lý Khâm (이금)                                       |                                                      | Trang Thuận Chí Hành Thuần Đức Anh Mô Nghị Liệt Chương Nghĩa Hồng Luân Quang Nhân Đôn Hy Thể Thiên Kiến Cực Thánh Công Thần Hoá Đại Thành Quảng Vận Khai Thái Cơ Vĩnh Nghiêu Minh Thuấn Triết Càn Kiến Khôn Ninh Phối Mệnh Thuỳ Thống Cảnh Lịch Hồng Hưu Trung Hoà Long Đạo Túc Trang Chương Huân Chính Văn Tuyên Vũ Hy Kính Hiển Hiếu Đại Vương (장순지행순덕영모의렬장의홍윤광인돈희체천건극성공신화대성광운개태기영요명순철건건곤영배명수통경력홍휴중화융도숙장창훈정문선무희경현효대왕)                                    |  |
| Chính Tổ (정조)               |           | 1776–1800             | Lý Toán (이산)                                       |                                                      | Kính Thiên Minh Đạo Hồng Đức Hiển Mô Văn Thành Vũ Liệt Thánh Nhân Trang Hiếu Đại vương (경천명도홍덕현모문성무렬성인장효대왕) |  |
| Thuần Tổ (순조)               |           | 1800–1834             | Lý Công (이공)                                       |                                                      | Tuyên Khác Uyên Đức Hiển Đạo Cảnh Nhân Thuần Hi Thể Thánh Ngưng Mệnh Khâm Quang Tích Khương Kế Thiên Phối Cực Long Nguyên Đôn Hưu Ý Hành Chiêu Luân Hi Hóa Tuấn Liệt Đại Trung Chí Chính Hồng Huân Triết Mô Càn Thủy Thái Hanh Xương Vận Hoằng Cơ Cao Minh Bác Hậu Cương Kiện Túy Tinh Khải Thống Thùy Lịch Công Dụ Phạm Văn An Võ Tĩnh Anh Kính Thành Hiếu Đại Vương (선각연덕현도경인순희체성응명흠광석경계천배극융원돈휴의행소윤희화준렬대중지정홍훈철모건시태형창운홍기고명박후강건수정계통수력공유범문안무정령경성효대왕) |  |
| Hiến Tông (헌종)              |           | 1834–1849             | Lý Hoán (이환)                                       |                                                      | Trang Túc Thể Kiện Kế Cực Trung Chính Quang Đại Chí Thánh Quảng Đức Hoằng Vận Chương Hóa Kinh Văn Vĩ Võ Minh Nhân Triết Hiếu Đại Vương (장숙체건계극중정광대지성광덕홍운장화경문위무명인철효대왕) |  |
| Triết Tông (철종)             |           | 1849–1863             | Lý Biện (이변)                                       |                                                      | Hi Luân Chính Cực Túy Đức Thuần Thánh Khâm Mệnh Quang Đạo Đôn Nguyên Chương Hóa Văn Hiển Vũ Thành Hiến Nhân Anh Hiếu đại vương (희윤정극수덕순성흠명광도돈원창화문현무성헌인영효대왕) |  |
| Cao Tông (고종)               |           | 1863–1897 (1897–1907) | Lý Mệnh Phúc (이명복)                                |                                                      | Thái Hoàng đế (태황제) |  |
| Thuần Tông (순종)             |           | 1907–1910             | Lý Thác (이유)                                       |                                                      | |  |
|                               |           |                       |                                                      |                                                      | |  |